# Here to Stay (album Freddiego Hubbarda)
Here to Stay – siódmy album studyjny amerykańskiego trębacza jazzowego Freddiego Hubbarda, nagrany w 1962, lecz wydany dopiero w 1976 roku przez Blue Note Records, mimo że według początkowych planów tej wytwórni miał zostać wydany z numerem katalogowym BST 84135 już w roku 1963. W 1976 ukazał się jako podwójny longplay o numerze katalogowym BNLA 496-2 – na drugiej płycie (strony C i D) znalazł się album Hub Cap. Jako osobne wydawnictwo Here to Stay zrealizowano ze zmienioną okładką oraz pierwotnym numerem katalogowym w roku 1985.

## Powstanie
Materiał na płytę został zarejestrowany 27 grudnia 1962 roku przez Rudy'ego Van Geldera w należącym do niego studiu (Van Gelder Studio) w Englewood Cliffs w stanie New Jersey. Produkcją albumu zajął się Alfred Lion.

## Lista utworów
Opracowano na podstawie materiału źródłowego.
Wydanie LP
Strona A
| Nr | Tytuł utworu     | Muzyka                                                | Długość |
| -- | ---------------- | ----------------------------------------------------- | ------- |
| 1. | „Philly Mignon”  | Freddie Hubbard                                       | 5:28    |
| 2. | „Father and Son” | Cal Massey                                            | 6:35    |
| 3. | „Body and Soul”  | Frank Eyton, Johnny Green, Edward Heyman, Robert Sour | 6:27    |
|    |                  |                                                       | 18:30   |

Strona B
| Nr | Tytuł utworu               | Muzyka                  | Długość |
| -- | -------------------------- | ----------------------- | ------- |
| 1. | „Nostrand and Fulton”      | Hubbard                 | 7:08    |
| 2. | „Full Moon and Empty Arms” | Buddy Kaye, Ted Mossman | 5:26    |
| 3. | „Assunta”                  | Massey                  | 7:07    |
|    |                            |                         | 19:41   |

## Twórcy
Opracowano na podstawie materiału źródłowego.
Muzycy:
- Freddie Hubbard – trąbka
- Wayne Shorter — saksofon tenorowy
- Cedar Walton – fortepian
- Reggie Workman — kontrabas
- Philly Joe Jones – perkusja

Produkcja:
- Alfred Lion – produkcja muzyczna
- Rudy Van Gelder – inżynieria dźwięku
- Reid Miles – projekt okładki
- Francis Wolff – fotografia na okładce
- Peter Keepnews – liner notes
- Michael Cuscuna – produkcja muzyczna (reedycja z 2006)
- Bob Blumenthal – liner notes (2006)